# Tehran Times
O Tehran Times é um jornal diário em inglês publicado no Irã, fundado em 1979 como a autointitulada "voz da Revolução Islâmica". Embora não seja estatal, é considerado controlado pelo Estado e intimamente ligado às facções linha-dura do governo iraniano.
Acadêmicos, embaixadores, formuladores de políticas e analistas de relações internacionais contribuem frequentemente para o jornal.

## História
O jornal foi fundado por Mohammad Beheshti em 1979, após a Revolução Iraniana, como uma autoproclamada "voz da Revolução Islâmica".
Em 2002, o Tehran Times criou uma agência de notícias que mais tarde passou a ser conhecida como Mehr News Agency (MNA). Atualmente, o Tehran Times e a MNA são administrados por um único sistema de gestão.
Mohammad Shojaeian assumiu como novo diretor-gerente do Tehran Times e da MNA em setembro de 2019. Em 12 de abril de 2020, Shojaeian nomeou Ali A. Jenabzadeh como editor-chefe do jornal diário Tehran Times.
Em agosto de 2023, o Tehran Times publicou um memorando do Departamento de Estado dos Estados Unidos informando o Enviado Especial dos EUA para o Irã, Rob Malley, sobre a suspensão de sua autorização de segurança. A publicação provocou pedidos de republicanos na Câmara dos Representantes e no Senado dos EUA por uma investigação sobre como o jornal obteve as informações.

## Posição editorial
O aiatolá Mohammad Hossein Beheshti, segundo na hierarquia política após a Revolução Islâmica de 1979, declarou: "O Tehran Times não é um jornal estatal; em vez disso, deve ser a voz dos povos oprimidos do mundo". Embora o jornal não seja estatal, "ele visa disseminar os princípios-chave da Revolução Islâmica e, portanto, apoia, de modo geral, a ideologia da República Islâmica do Irã".